# Цимошкі
Цимошкі (пол. Cimoszki) — село в Польщі, у гміні Велички Олецького повіту Вармінсько-Мазурського воєводства.
Населення — 129 осіб (2011).
У 1975-1998 роках село належало до Сувальського воєводства.

## Демографія
Демографічна структура станом на 31 березня 2011 року:
|          | Загалом | Допрацездатний вік | Працездатний вік | Постпрацездатний вік |
| -------- | ------- | ------------------ | ---------------- | -------------------- |
| Чоловіки | 68      | 23                 | 39               | 6                    |
| Жінки    | 61      | 17                 | 36               | 8                    |
| Разом    | 129     | 40                 | 75               | 14                   |